# Restauracja Żywiec w Krakowie
Restauracja Żywiec – nieistniejąca już restauracja i kawiarnia znajdująca się w Krakowie, na Starym Mieście, przy ulicy Floriańskiej 19.
Restauracja została założona w 1874 roku przez S. Rzewuskiego i była wówczas pierwszą samodzielną restauracją w mieście. Następnie po śmierci pierwszego właściciela, w latach 1907–1911 jej właścicielem był W. Woźniak, a następnie K. Niedziałek.  
W latach 30. XX wieku była często nazwana przez mieszkańców „dużym Żywcem”. Do 1949 roku jej właścicielem był J. Bogusz. 